# Borstbeeld van Andrés Bello
Er staat een borstbeeld van Andrés Bello in Paramaribo, Suriname. Het staat voor het pand van het Venezolaanse Instituut voor Cultuur en Samenwerking (IVCC). Het instituut is het centrum voor culturele uitwisseling tussen Venezuela en Suriname.
Andrés Bello (1781-1865) was een Venezolaans wetenschapper en dichter. Hij wordt wel gezien als de intellectuele vader van Zuid-Amerika. Hij studeerde filosofie, rechten en geneeskunde. Samen met de Zuid-Amerikaanse vrijheidsstrijder Simon Bolivar werd hij uitgezonden naar Londen. Hier bleef hij negentien jaar lang als diplomaat voor de Venezolaanse Junta Patriótica. Hij bracht zijn vrije tijd door met studie, lesgeven en journalistiek. Vanaf 1829 woonde en werkte hij in Chili.
De naam van de kunstenaar en de datum van de onthulling van het beeld zijn niet bekend. Het instituut, dat aanvankelijk Centro Andrés Bello heette, bevindt zich sinds 19 april 1969 in Paramaribo.